# Tatiana Nikoláyevna de Rusia
Tatiana Nikoláyevna, gran duquesa de Rusia (en ruso: Великая Княжна Татья́на Никола́евна, 10 de junio de 1897-17 de julio de 1918) fue la segunda hija del zar Nicolás II y la zarina Alejandra Fiódorovna. Durante la Primera Guerra Mundial dirigió el comité de la Cruz Roja y al igual que su hermana mayor, la gran duquesa Olga, atendió soldados heridos en un hospital militar de 1914 a 1917, hasta que fue detenida junto con su familia tras la Revolución rusa.
Fue asesinada por revolucionarios comunistas el 17 de julio de 1918, lo que motivó que fuera nombrada «portadora de la pasión» por la iglesia ortodoxa rusa, un calificativo que define a una persona que enfrenta su muerte de manera semejante a Cristo. Además de Olga, tenía dos hermanas menores, María y Anastasia, y un hermano menor, el zarévich Alekséi. Por mucho tiempo se rumoreó falsamente que las hermanas habían sobrevivido a la ejecución y docenas de impostoras pretendieron ser las hijas del zar. El escritor Michael Occleshaw especuló que una mujer llamada Larissa Tudor podría haber sido Tatiana; sin embargo, todos los Románov fueron asesinados por los bolcheviques.

## Nacimiento

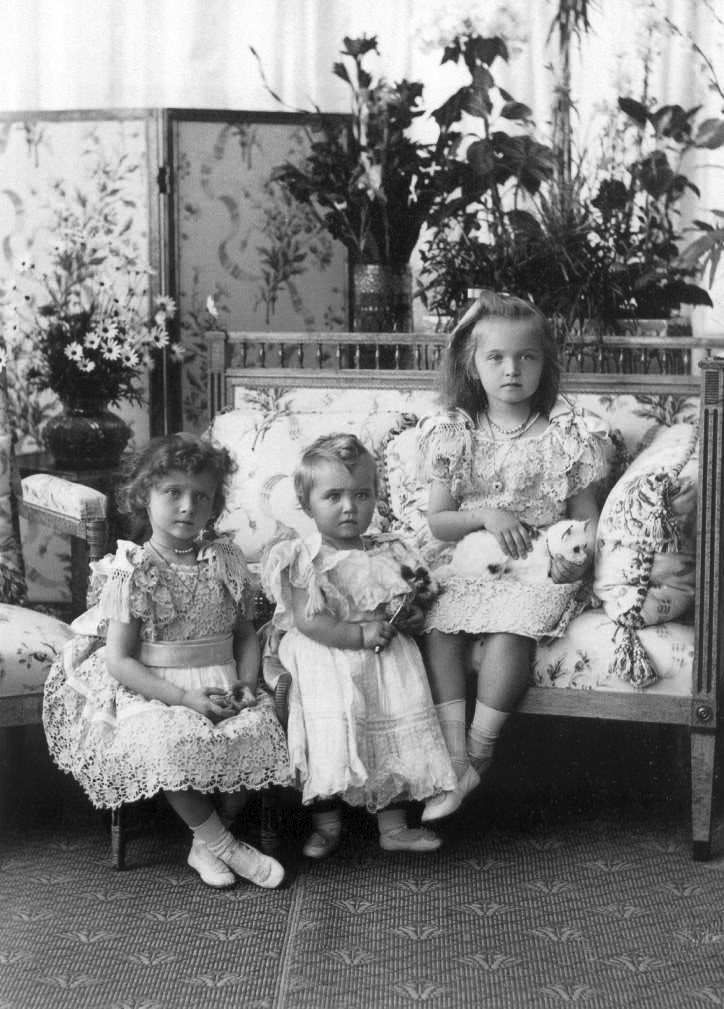
Las grandes duquesas Tatiana, Maria y Olga en 1900

Tatiana nació el 10 de junio de 1897 en el palacio Peterhof en San Petersburgo, Rusia. Fue la segunda de los cinco hijos del zar Nicolás II y la zarina Alejandra. Sus hermanos eran las grandes duquesas Olga, María, Anastasia y zarévich Alexei de Rusia. 

## Descripción física
Fue descrita como alta y delgada, con el cabello castaño claro y ojos grises, atractiva, con rasgos bien definidos y un porte refinado acorde con la hija de un emperador. Era considerada la más elegante de las cuatro grandes duquesas . De todas sus hermanas, Tatiana era la que más se parecía a su madre.

## Título y sobrenombres
La traducción más precisa de su título es «gran princesa», lo que significa que como «alteza imperial», tenía mayor rango que otras princesas de Europa que solo eran «altezas reales»; sin embargo, «gran duquesa» ha sido la traducción más ampliamente utilizada en inglés y español de este título ruso. No obstante, en el entorno familiar era llamada por su nombre y patronímico, Tatiana Nikoláyevna o por los sobrenombres de Tanya, Tatya, Tatianochka o Tanushka.

## Infancia
Como los otros niños Románov, Tatiana fue educada con cierta austeridad. Ella y sus hermanas dormían en catres sin almohadas, tomaban baños fríos por la mañana, y debían mantenerse ocupadas con labores de tejido o bordado durante su tiempo libre. Su trabajo era regalado o vendido en actos de caridad. Según una anécdota, estaba tan acostumbrada a ser llamada solamente por su nombre y patronímico, que se desconcertó cuando la baronesa Sophie Buxhoeveden la llamó su «alteza imperial» mientras dirigía una junta del comité y le dio un puntapié por debajo de la mesa mientras expresaba en tono de protesta, «¿estás loca o por qué me hablas así?».

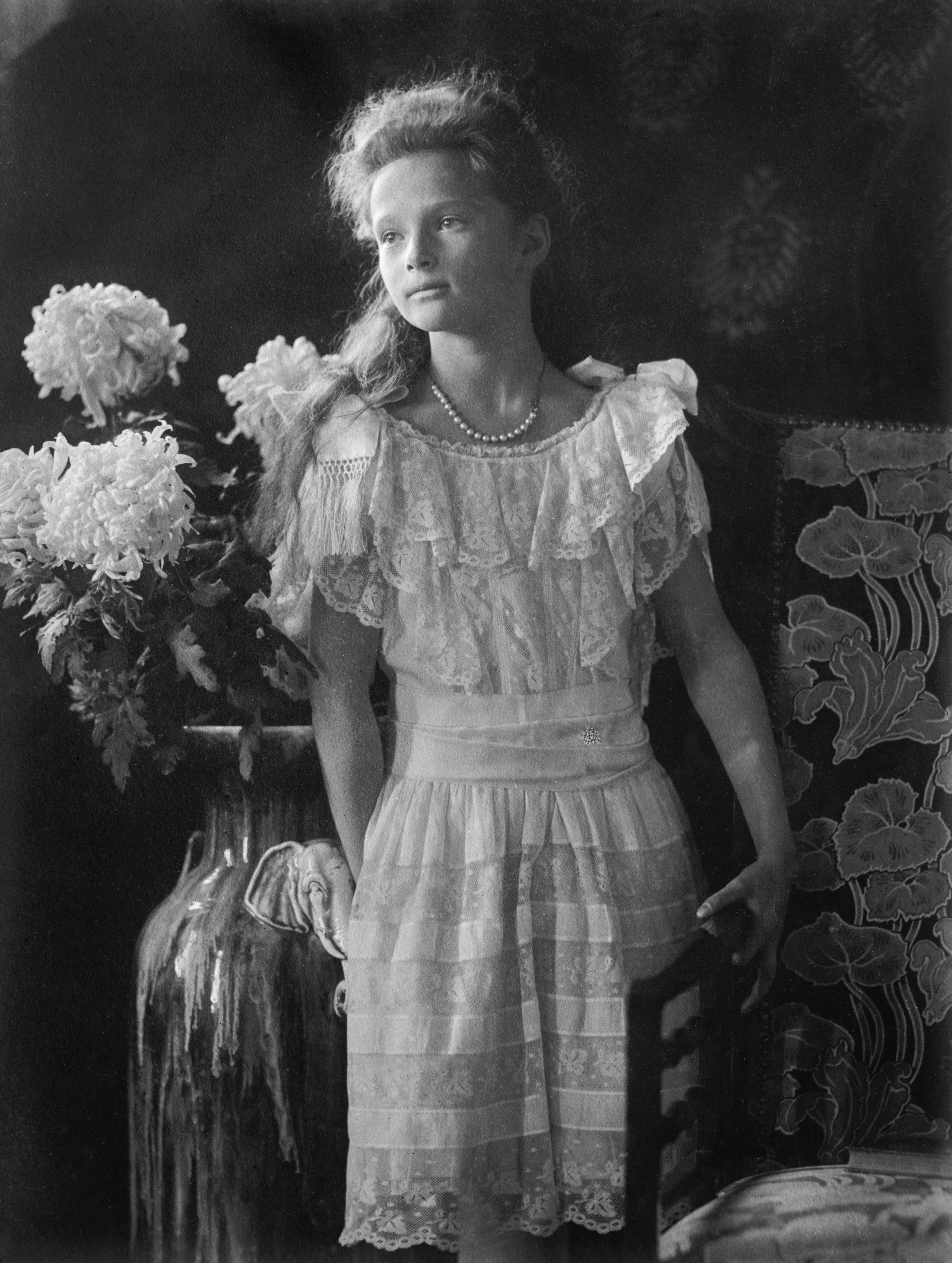
Tatiana Nikolaevna en un retrato de 1906.

Tatiana y su hermana mayor, Olga, eran conocidas en la casa como «la gran pareja». De acuerdo con las notas de un diario del 29 de mayo de 1897, escrito por el primo lejano de su padre, el gran duque Constantino Constantínovich, se le dio el nombre de Tatiana como un homenaje a la heroína de la novela Eugenio Oneguin de Aleksandr Pushkin. A su padre le gustaba la idea de tener hijas llamadas Olga y Tatiana, como las hermanas en el famoso poema. Como sus dos hermanas menores, las dos mayores compartían dormitorio y fueron muy unidas desde la infancia. En la primavera de 1901, Olga padeció fiebre tifoidea y fue confinada a la enfermería de palacio durante varias semanas para mantenerla lejos de sus hermanas menores para evitar un contagio. Cuando comenzó a recuperarse, a Tatiana se le permitió verla durante cinco minutos pero no la reconoció. Cuando su institutriz, Margaretta Eagar, le dijo después de la visita que la niña enferma con la que había estado conversando era Olga, Tatiana que tenía solo cuatro años comenzó a llorar amargamente y protestaba que la niña pálida y delgada no podía ser su adorada hermana. Eagar tuvo dificultades para convencer a Tatiana de que Olga se recuperaría. El tutor francés Pierre Gilliard escribió que las dos hermanas estaban «apasionadamente consagradas una a la otra».

## Personalidad
Tatiana era práctica y tenía un talento natural para el liderazgo. Sus hermanas le dieron el apodo de "La Institutriz" y la enviaban como su representante cuando querían obtener un favor de sus padres. Aunque era dieciocho meses mayor que Tatiana, Olga no acostumbraba poner objeciones cuando Tatiana decidía hacerse cargo de una situación. De todas las hermanas era la más unida a su madre y muchas personas la consideraban la hija predilecta de la zarina. Tatiana era el conducto de todas las decisiones de su madre. «No era que las hermanas menores amaran menos a su madre», señalaba  Gilliard, «sino que Tatiana sabía cómo rodearla sin descanso de atenciones sin dar lugar a sus propios impulsos caprichosos». Alejandra le escribió a Nicolás II el 13 de marzo de 1916, que Tatiana era la única de sus cuatro hijas que «comprendía» cuando ella explicaba su manera de ver las cosas.
Gilliard escribió que Tatiana era reservada y «equilibrada», pero menos abierta y espontánea que Olga. También era menos talentosa que Olga, pero trabajaba más duro y se dedicaba más a completar sus proyectos que su hermana mayor. El coronel Eugene Kobylinsky, guardián de la familia en Tsárskoye Seló y Tobolsk, pensaba que Tatiana «no tenía ninguna afición por el arte. Tal vez hubiera sido mejor que hubiera sido hombre». Sin embargo, otros creían que sus capacidades artísticas eran mejor expresadas en sus trabajos manuales y en su talento para elegir moda atractiva y crear peinados elegantes. Anna Vyrubova, amiga de la zarina, escribió que Tatiana tenía un gran talento para coser, bordar y tejer y que arreglaba el largo cabello de su madre como cualquier peluquera profesional.

## Relación con Rasputín
Tatiana, como toda su familia, llenó de mimos al tanto tiempo esperado heredero, el zarévich Alexei, quién sufría de hemofilia y estuvo a punto de morir en varias ocasiones. Las cuatro hermanas, como su madre, eran posibles portadoras del gen de la hemofilia; la zarina era nieta de la reina Victoria, de quien heredó la condición. María, una de las hermanas, al parecer tuvo una hemorragia en diciembre de 1914, durante una cirugía para extirpar las amígdalas, según contaba su tía paterna la gran duquesa Olga Aleksándrovna. El doctor se perturbó tanto que la zarina Alejandra tuvo que ordenarle que continuara con la cirugía. Olga Aleksándrovna opinaba que sus cuatro sobrinas sangraban más de lo normal y creía que eran portadoras del gen de hemofilia como su madre. Los portadores sintomáticos del gen, no son hemofílicos en sí, pero pueden tener síntomas de hemofilia, incluyendo menor cantidad de factor de coagulación, lo que puede conducir a sangrado anormal.
La zarina confiaba en los consejos de Grigori Rasputín, un campesino y stárets vagabundo y estaba convencida de que sus oraciones habían salvado al enfermo zarévich en múltiples ocasiones. Tatiana y sus hermanas fueron instruidas para ver a Rasputín como un amigo y a compartir confidencias con él. En el otoño de 1907, la gran duquesa Olga Aleksándrovna fue escoltada a las habitaciones de los niños para conocer a Rasputín. Tatiana y sus hermanas y hermano vestían camisones blancos largos, parecían ser amistosos con Rasputín y sentirse cómodos en su compañía. La amistad de Rasputín con los niños también era evidente en algunos de los mensajes que este les envió. En febrero de 1909, Rasputín envió a los niños un telegrama, aconsejándoles «amar la totalidad de la naturaleza de Dios, toda su creación en particular la tierra. La madre de Dios siempre está ocupada con las flores y la costura». A los once años, Tatiana le escribió una carta pidiéndole que la visitara y diciéndole lo difícil que fue ver a su madre enferma. «Pero tú sabes, porque tú sabes todo», escribió.

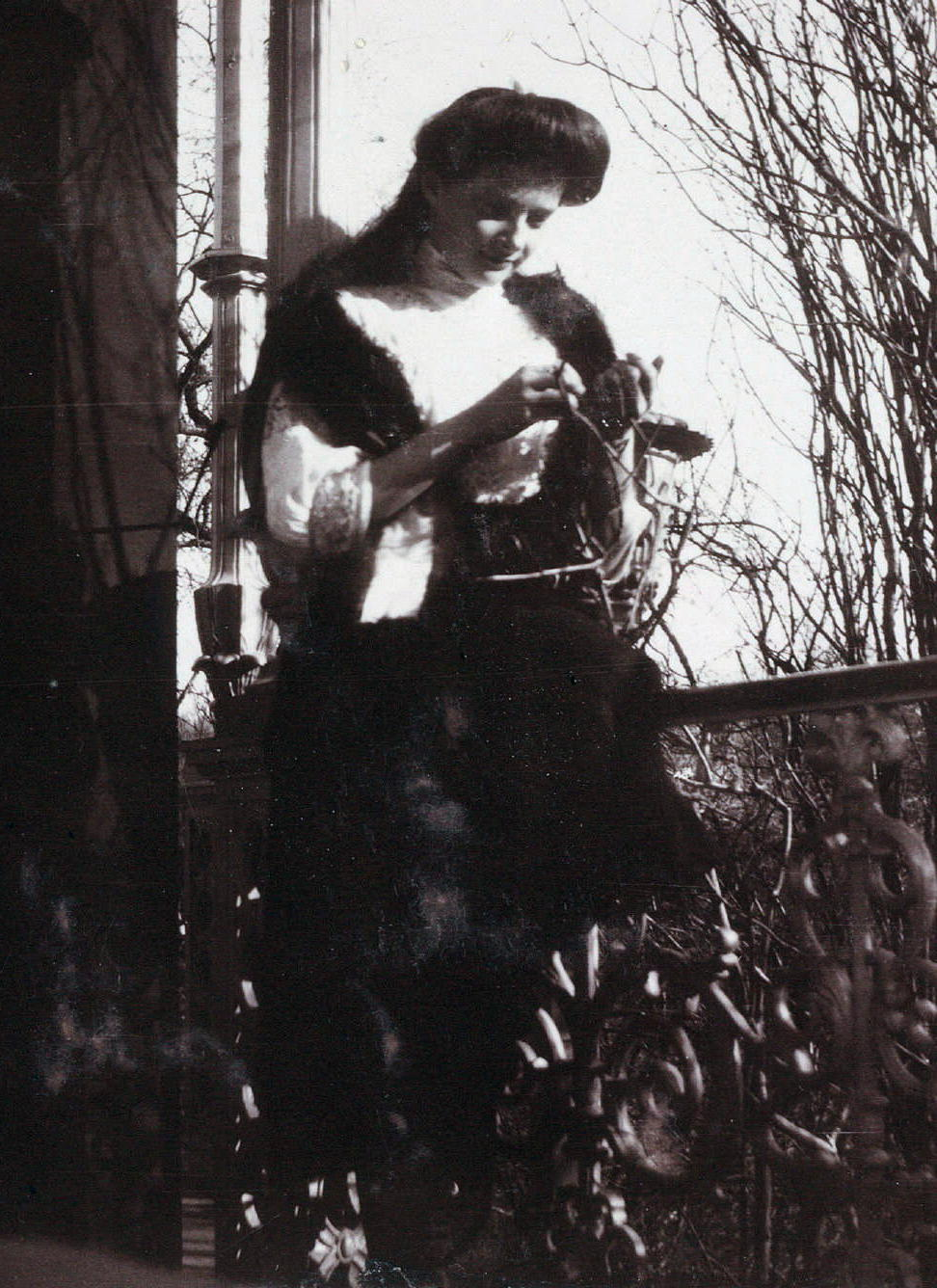
Tatiana alrededor de 1911.

Sin embargo, una de las institutrices de las muchachas, Sofía Ivanóvna Tyutcheva, se horrorizaba de que a Rasputín se le permitía el acceso a las habitaciones cuando las cuatro estaban en camisones; ella quería prohibirle la entrada. Los contactos de Rasputín con los niños eran, según todos los informes, de naturaleza inocente, pero Nicolás le pidió a Rasputín que evitara visitar las habitaciones en el futuro. Tatiana era consciente de la tensión y tenía miedo de la reacción de su madre a las acciones de Tyutcheva. «Estoy tan asustada, S.I. puede hablar algo malo [...] sobre nuestro amigo», a los doce años escribió a su madre el 8 de marzo de 1910: «Espero que nuestra institutriz será agradable ahora con nuestro». Finalmente, Alejandra despidió a Tyutcheva.
Tyutcheva contó sus preocupaciones a otros miembros de la familia. La hermana de Nicolás, la gran duquesa Xenia Aleksándrovna se horrorizó por la historia de Tyutcheva y escribió en su diario el 15 de marzo de 1910, que no podía entender las consideraciones de su familia con Rasputín, que lo veían como «casi un santo», cuando para ella solo era un khlyst. Tyutcheva le contó a la gran duquesa que el starets visitó a Olga y Tatiana cuando se preparaban para ir a la cama y se sentó a hablar con ellas y «acariciarlas». Las chicas empezaron a ocultar su presencia a la institutriz y tenían miedo de hablar con ella sobre Rasputín. María Ivanóvna Vishnyakova, otra de las institutrices, era devota de Rasputín, pero más tarde se decepcionó. Dijo que Rasputín la violó en la primavera de 1910. La zarina se negó a creerla, les contó Vishnyakova a los investigadores, y le dijo que todo lo que Rasputín hacía era santo. La gran duquesa Olga Aleksándrovna afirmó que la denuncia de Vishnyakova se investigó inmediatamente, pero «encontraron a la mujer en la cama con un cosaco de la Guardia Imperial». Vishnyakova fue despedida en 1913.

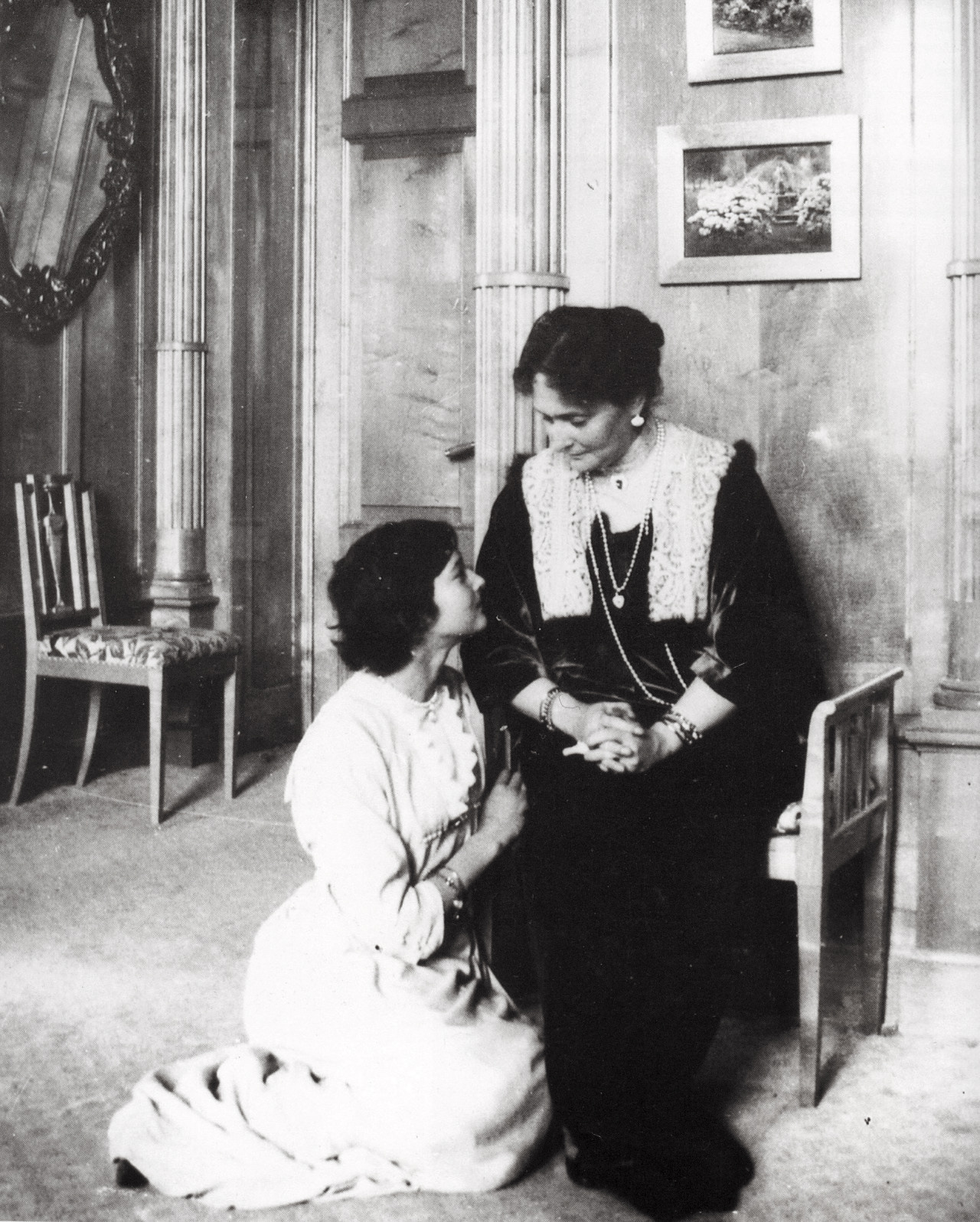
Tatiana con su madre alrededor de 1914. Según la costumbre, su pelo fue recortado después de un episodio de fiebre tifoidea en 1913.

En la sociedad se rumoreaba que Rasputín había seducido no solo la zarina, sino también a sus cuatro hijas. Rasputín había divulgado unas cartas ardientes, aunque de naturaleza totalmente inocente, que le habían escrito la zarina y las cuatro grandes duquesas. Las cartas tuvieron una amplia difusión, lo que alimentó más los rumores. Comenzaron a circular unos dibujos pornográficos que mostraban a Rasputín teniendo relaciones con la zarina y sus cuatro hijas, con Anna Vyrubova desnuda en el fondo. Nicolás le ordenó a Rasputín abandonar San Petersburgo por una temporada, con gran descontento por parte de Alejandra, y este se fue de peregrinaje a Tierra Santa. A pesar de los rumores, la relación de la familia imperial con Rasputín continuó hasta que fue asesinado en 1916. «Nuestro amigo está tan contento con nuestras chicas, dice que han tenido difíciles "trayectorias" para su edad y sus almas se han desarrollado mucho», le escribió Alejandra a Nicolás el 6 de diciembre de 1916. Se rumoreó que Tatiana estuvo presente en el asesinato de Rasputín el 17 de diciembre de 1916, «disfrazada como teniente de los caballeros-guardias, para que ella misma pudiera vengarse de Rasputín que había tratado de violarla». También se llegó a rumorear que Rasputín fue castrado delante de Tatiana, según contó en sus memorias Maurice Paléologue, el embajador francés en Rusia. En esa época Paléologue era escéptico sobre la verdad de esos alocados rumores que circulaban y los atribuía al odio que Rasputín provocaba en la gente de San Petersburgo. A.A. Mordvinov divulgó en sus memorias que las cuatro grandes duquesas aparecieron «frías y visiblemente afectadas por un terrible malestar» por la muerte de Rasputín y se sentaron «acurrucadas muy juntas» en un sofá de una de sus habitaciones la noche que recibieron la noticia. Mordvinov también afirmó que las jóvenes tenían un estado de ánimo sombrío y parecían sentir la agitación política que estaba a punto de desatarse. Tatiana asistió al funeral de Rasputín el 21 de diciembre de 1916, que fue enterrado con un icono firmado en el reverso por ella, su madre y sus hermanas.
Tatiana guardó un cuaderno en que registraba frases de Rasputín: «El amor es luz y no tiene fin. El amor es gran sufrimiento. No puede comer, no puede dormir. Se mezcla con el pecado en partes iguales. Y sin embargo es mejor amar. En el amor uno puede equivocarse y a través del sufrimiento expía sus errores. Si el amor es fuerte, los amantes son felices. La naturaleza misma y el Señor les dan felicidad. Uno debe pedirle al Señor que nos enseñe a amar lo luminoso, lo brillante, para que el amor no sea tormento, sino alegría. Amor puro, amor luminoso es el sol. El sol nos da tibieza y caricias de amor. Todo puede ser en el amor y ni una bala puede derribar al amor».
Tatiana, como su madre, era profundamente religiosa y leía la Biblia con frecuencia. También estudió teología y luchó por entender el significado «del bien y el mal, el dolor y el perdón y el destino del hombre en la tierra». Decidió que «uno tiene que luchar mucho porque el retorno del bien es malo y el mal reina». A.A. Mosolov, un funcionario de la corte, sentía que la naturaleza reservada de Tatiana la dotó de un carácter «difícil», pero más profundamente espiritual que el de su hermana Olga. Su profesor de inglés, Charles Sydney Gibbes, que más tarde se convirtió en un sacerdote ortodoxo ruso, no estaba de acuerdo y consideraba que la religión para Tatiana era más un deber que algo que sintiera en el corazón.

## Juventud

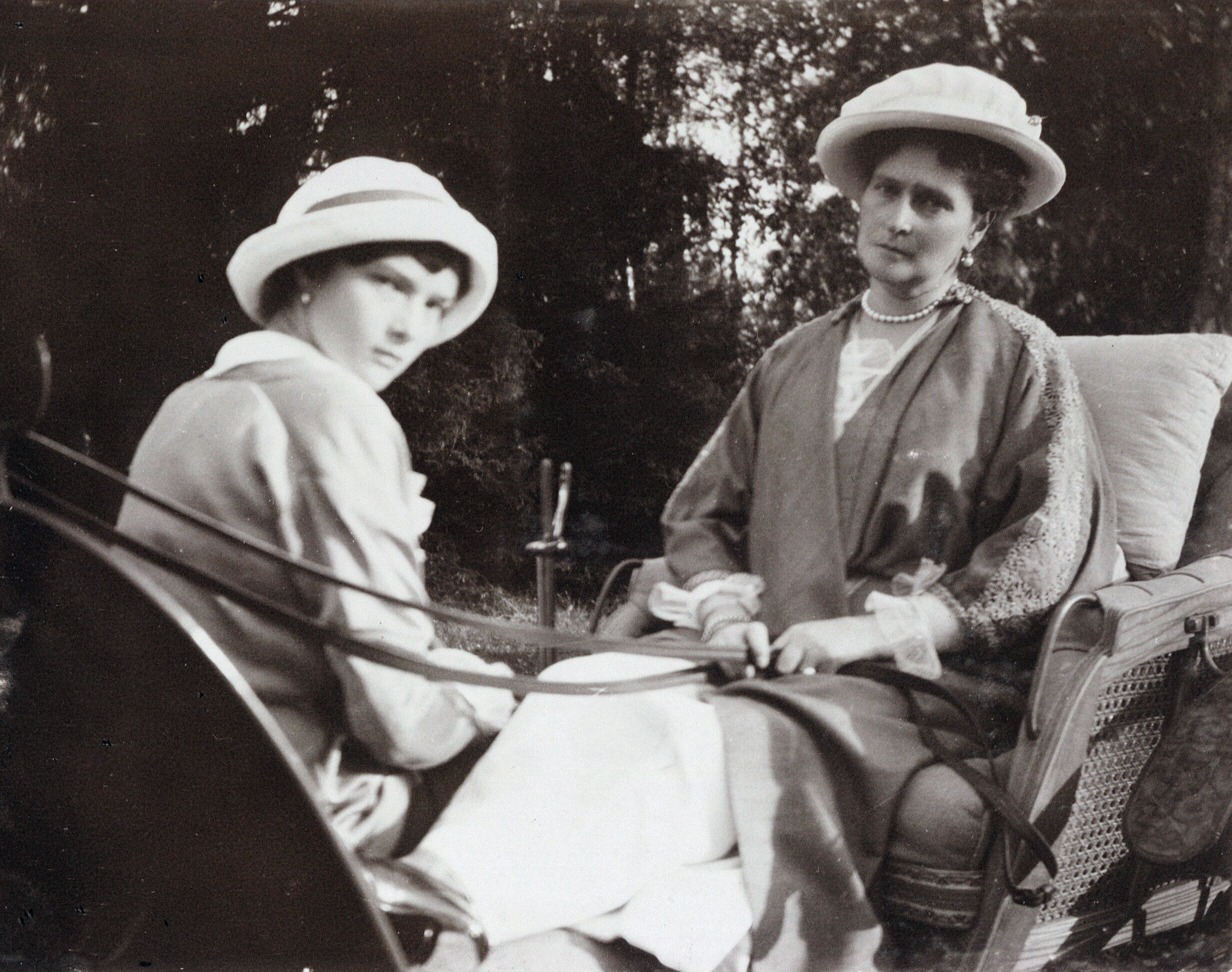
Tatiana y su madre, la zarina Alejandra, cerca de 1914.

Apodos de Tatiana: Tatya,Tanya, Tanechka, Tatianochka y Tanushka y "La Instritutiz"

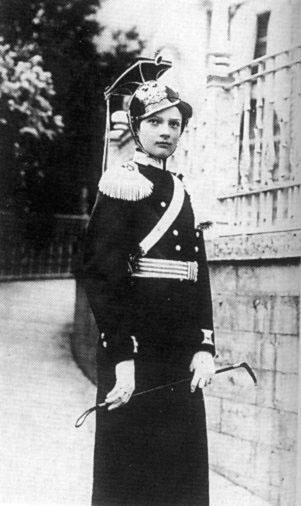
Tatiana con el uniforme de su regimiento, los Lanceros Vosnesensky en 1912.

La gran duquesa amaba la moda. Leía revistas de moda en sus tiempos libres y cuando el peluquero de la zarina estaba ausente, ella adoraba ordenar el pelo de su madre. Cuando en 1913 se enfermó de fiebre tifoidea ella disfrutaba crear sus propias pelucas además de demostrar gran paciencia y fuerza al cortar todo su hermoso pelo.
Cuando era adolescente, Tatiana fue asignada a un regimiento de soldados, los Húsares Vosnesensky y se le dio el grado de coronel honorario. Junto a Olga, a quien también se le asignó su propio regimiento, inspeccionaba regularmente a los soldados, ocasión que disfrutaban mucho. Cuando tenía casi catorce años, a pesar de estar enferma le rogó a su madre que le diera permiso para salir de la cama a tiempo para ir a una revisión, para poder ver a un soldado del que estaba enamorada. «Me gustaría mucho ir a la revisión de la segunda división, como soy la segunda hija y Olga fue al principio ahora es mi turno», le escribió a Alejandra el 20 de abril de 1911. «[...] Sí mamá y en la segunda división veré a quien debo ver [...] tú sabes quien [...]».
A pesar de disfrutar de la compañía de los soldados que conocía, la joven Tatiana a veces encontraba su comportamiento escandaloso. Un grupo de oficiales a bordo del yate imperial le dio a su hermana Olga un retrato del David desnudo de Miguel Ángel, recortada de un periódico, como regalo para el día de su santo el 11 de julio de 1911. «Olga se rio largo y tendido», escribió una indignada Tatiana de catorce años a su tía la gran duquesa Olga Aleksándrovna. «Y ninguno de los oficiales confesó que lo había hecho. Son unos cerdos, ¿no te parece?». Por esa época encontró a su primo lejano, el príncipe Iván Konstantínovich Románov, comprometido con Elena de Serbia, «emocionado» y divertido con la idea de besar a Elena. «¿Cómo puede divertirse si pueden tener hijos si se besan?», le escribió a Olga Aleksándrovna el 14 de julio de 1911. Tatiana tenía un gran amor hacia el mar. Desde joven con su familia disfrutaba de las vacaciones en la playa y eso permitió que Tatiana se afecionara a ese ambiente. Por eso en sus últimas cartas escribe cuánto extraña esos momentos felices con su familia y el mar.
Ese otoño, Tatiana experimentó su primer roce con la violencia cuando presenció el asesinato del primer ministro Pyotr Stolypin durante una representación en la Ópera de Kiev. Tatiana y Olga estaban con el zar en su palco y fueron testigos del tiroteo. Su padre le escribió más tarde a su madre, la emperatriz viuda María Fiódorovna Románova, el 10 de septiembre de 1911, que el evento había trastornado mucho a las niñas. Tatiana sollozó y ambas tuvieron problemas para dormir esa noche.

## Primera Guerra Mundial
Unos años más tarde, cuando estalló la Primera Guerra Mundial,  Alexandra y sus dos hijas mayores, las grandes duquesas Olga y Tatiana, junto con su amiga Anna Vyrubova, se ofrecieron como enfermeras en formación, también conocidas como “Hermanas de la Misericordia” de 1914 a 1917. Cuidaban a los soldados heridos en un hospital privado instalado en Tsárskoye Seló. María y Anastasia tenían su propia enfermería, pero eran demasiado jóvenes para convertirse en Hermanas de la Misericordia, por lo que seguirían visitando hospitales y entreteniendo a los pacientes. En esos años Tatiana conoció el soldado Dimitri Malama de quién se enamoró! El soldado Stepanov recuerda como Tatiana siempre se sentaba cerca de Malama quien además logro ganarse simpatía de la zarina. Cuando Malama volvió a la lucha Tatiana seguía como enfermera pero ahora tendría un regalo del soldado: Un bulldog francés, Ortipo quien murió con su dueña en la casa Ipatiev. Tatiana escribe de Malama en su diario llamándolo "my sweetheart" mi tesoro. 
Un pasaje de las memorias de Anna Vyrubova:
“A medida que nos acostumbramos al trabajo, tanto la Emperatriz como Tatiana tienen una habilidad extraordinaria como enfermeras, y nos dieron un trabajo más importante. Hablo de la Emperatriz y Tatiana especialmente porque Olga en dos meses estaba casi demasiado agotada y demasiado nerviosa para continuar, y mis habilidades demostraron ser más ejecutivas y organizativas que en el final de enfermería del trabajo hospitalario. Tatiana era casi tan hábil y tan devota como su madre, y solo se quejaba de que debido a su juventud se salvó de algunos de los casos más difíciles ".

## Un poema dedicado a las grandes duquesas Olga y Tatiana de Sergei Yesenin
En resplandor carmesí la puesta de sol,
Efervescente y espumoso,
Los abedules blancos brillan en sus diademas
Mi verso saluda a las jóvenes princesas
Y la dulzura joven en sus corazones cariñosos.
Donde las sombras son pálidas y dolorosas sufrimiento,
Estiran las manos de agosto a Aquel que fue a sufrir por nosotros,
Bendiciendo su vida futura ...
En una cama blanca, en un resplandor de luz brillante
Él, cuya vida quieren devolver está sollozando ...
Y las paredes de la enfermería estaban temblando
De piedad, que aprieta su pecho
Mano invencible los acerca
Donde el dolor pone un sello en la frente.

Sergei Yesenin era un trabajador médico en la enfermería de María y Anastasia y sirvió en uno de los trenes médicos-militares imperiales. Sergei fue invitado a leer su poema dedicado a Olga y Tatiana a la familia imperial en 1916.

## Revolución
Después de que se iniciara la Revolución rusa fue recluida con sus padres y hermanos en el palacio Alejandro, en Tsárskoye Seló. En agosto de 1917 fue trasladada con ellos a Tobolsk, Siberia, y en la primavera de 1918 a Ekaterinburgo, donde se les recluyó en la casa Ipátiev.
En Ekaterimburgo, Tatiana ocasionalmente se unía a sus hermanas menores para charlar con algunos de los guardias mientras tomaban el té, les hacía preguntas sobre sus familias y les hablaba de sus esperanzas de una nueva vida en Inglaterra cuando fueran liberadas. En una ocasión, uno de los guardias se olvidó de sí mismo y les contó a las grandes duquesas un chiste subido de tono. La sorprendida Tatiana salió corriendo de la habitación, "pálida como la muerte", y su hermana menor, María, regañó a los guardias por su mal lenguaje. Ella "sería agradable para los guardias si pensara que se están comportando de manera aceptable y decorosa", recuerda otro de los guardias en sus memorias. Más tarde, cuando un nuevo comandante fue puesto a cargo de la Casa Ipatiev, se prohibió a la familia confraternizar con los guardias y las reglas de su confinamiento se hicieron más estrictas. Tatiana, todavía la líder de la familia, a menudo era enviada por sus padres para interrogar a los guardias sobre las reglas o qué pasaría con la familia. También pasaba mucho tiempo sentada con su madre y su hermano enfermo, leyendo a su madre o ideando juegos para ocupar el tiempo. 
En la tarde del 16 de julio de 1918, el último día completo de su vida, Tatiana se sentó con su madre y leyó los libros bíblicos de Amós y Abdías, anotó Alejandra en su diario. Más tarde, madre e hija se sentaron y simplemente hablaron. 
Mientras la familia estaba cenando esa noche, Yakov Yurovsky, el jefe del destacamento, entró y anunció que el chico de la cocina de la familia y compañero de juegos de Alexei, Leonid Sednev, de 14 años, debía recoger sus cosas e ir con un miembro de la familia. En realidad, el niño había sido enviado a un hotel al otro lado de la calle porque los guardias no querían matarlo junto con el resto del grupo Romanov. La familia, que ignoraba el plan para matarlos, estaba molesta e inquieta por la ausencia de Sednev. Tatiana fue esa noche al despacho de Yurovsky, por lo que iba a ser la última vez, para pedir el regreso del mozo de la cocina que entretenía a Alexei durante las largas horas de cautiverio. Yurovsky la apaciguó diciéndole que el niño regresaría pronto, pero la familia no estaba convencida.

## Asesinato
Esa noche del 16 de julio, despertaron a la familia y les dijeron que bajaran al nivel inferior de la casa.
Yurovsky, que había sido fotógrafo profesional, ordenó a la familia que tomaran diferentes posiciones como lo haría un fotógrafo.
Entonces Yurovsky leyó la sentencia de ejecución. Tatiana y su familia solo tuvieron tiempo de pronunciar unos pocos sonidos incoherentes de conmoción o protesta antes de que el escuadrón de la muerte bajo el mando de Yurovsky comenzara a disparar.
Yurovsky y Ermakov se acercaron a Olga y Tatiana, quienes estaban agachadas contra la pared trasera de la habitación, abrazadas y gritando por su madre. Ermakov apuñaló a ambas jóvenes con su bayoneta de 20 centímetros, pero tuvo dificultades para penetrar sus torsos debido a las joyas que habían escondido cosiéndolas en sus corsés. Las hermanas intentaron ponerse de pie, pero Tatiana intentando con su cuerpo proteger sus hermanas de las balas  murió instantáneamente cuando Yurovsky le disparó detrás de la nuca, por lo que fue asesinada por los bolcheviques en la madrugada del 17 de julio de 1918.

## Exhumacion y sepultura
Después de la caída del régimen soviético, sus restos fueron exhumados y sepultados con los de sus padres y dos de sus hermanas en la catedral de San Pedro y San Pablo en San Petersburgo. Fue canonizada, junto con su familia, como mártir por la Iglesia ortodoxa en 2000.

## Distinciones honoríficas
- Dama Gran Cruz de la Orden de Santa Catalina,  Imperio ruso.

## Ancestros
| \| \| \| \| \| \| \| \| \| \| \| \| \| \| \| \| \| \| \| \| 16. Nicolás I, zar de Rusia \| \| \| \| \| \| \| \| \| \| \| \| \| \| \| \| \| \| \| \| \| \| \| \| \| \| \| \| \| \| \| \| \| \| \| \| \| \| \| \| \| \| \| \| \| \| \| \| \| \| \| \| \| \| 8. Alejandro II, zar de Rusia \| \| \| \| \| \| \| \| \| \| \| \| \| \| \| \| \| \| \| \| \| \| \| \| \| \| \| \| \| \| \| \| \| \| \| \| \| \| \| \| \| \| \| \| \| \| \| \| \| \| \| \| \| \| 17. Princesa Carlota de Prusia \| \| \| \| \| \| \| \| \| \| \| \| \| \| \| \| \| \| \| \| \| \| \| \| \| \| \| \| \| \| \| \| \| \| \| \| \| \| \| \| \| \| \| \| \| \| \| \| \| \| \| \| \| \| 4. Alejandro III, zar de Rusia \| \| \| \| \| \| \| \| \| \| \| \| \| \| \| \| \| \| \| \| \| \| \| \| \| \| \| \| \| \| \| \| \| \| \| \| \| \| \| \| \| \| \| \| \| \| \| \| \| \| \| \| \| \| 18. Luis II, gran duque de Hesse y el Rin \| \| \| \| \| \| \| \| \| \| \| \| \| \| \| \| \| \| \| \| \| \| \| \| \| \| \| \| \| \| \| \| \| \| \| \| \| \| \| \| \| \| \| \| \| \| \| \| \| \| \| \| \| \| 9. Princesa María de Hesse y el Rin \| \| \| \| \| \| \| \| \| \| \| \| \| \| \| \| \| \| \| \| \| \| \| \| \| \| \| \| \| \| \| \| \| \| \| \| \| \| \| \| \| \| \| \| \| \| \| \| \| \| \| \| \| \| 19. Princesa Guillermina de Baden \| \| \| \| \| \| \| \| \| \| \| \| \| \| \| \| \| \| \| \| \| \| \| \| \| \| \| \| \| \| \| \| \| \| \| \| \| \| \| \| \| \| \| \| \| \| \| \| \| \| \| \| \| \| 2. Nicolás II, zar de Rusia \| \| \| \| \| \| \| \| \| \| \| \| \| \| \| \| \| \| \| \| \| \| \| \| \| \| \| \| \| \| \| \| \| \| \| \| \| \| \| \| \| \| \| \| \| \| \| \| \| \| \| \| \| \| 20. Federico Guillermo, duque de Schleswig-Holstein-Sonderburg-Glücksburg \| \| \| \| \| \| \| \| \| \| \| \| \| \| \| \| \| \| \| \| \| \| \| \| \| \| \| \| \| \| \| \| \| \| \| \| \| \| \| \| \| \| \| \| \| \| \| \| \| \| \| \| \| \| 10. Cristián IX, rey de Dinamarca \| \| \| \| \| \| \| \| \| \| \| \| \| \| \| \| \| \| \| \| \| \| \| \| \| \| \| \| \| \| \| \| \| \| \| \| \| \| \| \| \| \| \| \| \| \| \| \| \| \| \| \| \| \| 21. Princesa Luisa Carolina de Hesse-Kassel \| \| \| \| \| \| \| \| \| \| \| \| \| \| \| \| \| \| \| \| \| \| \| \| \| \| \| \| \| \| \| \| \| \| \| \| \| \| \| \| \| \| \| \| \| \| \| \| \| \| \| \| \| \| 5. Princesa Dagmar de Dinamarca \| \| \| \| \| \| \| \| \| \| \| \| \| \| \| \| \| \| \| \| \| \| \| \| \| \| \| \| \| \| \| \| \| \| \| \| \| \| \| \| \| \| \| \| \| \| \| \| \| \| \| \| \| \| 22. Príncipe Guillermo de Hesse-Kassel \| \| \| \| \| \| \| \| \| \| \| \| \| \| \| \| \| \| \| \| \| \| \| \| \| \| \| \| \| \| \| \| \| \| \| \| \| \| \| \| \| \| \| \| \| \| \| \| \| \| \| \| \| \| 11. Princesa Luisa de Hesse-Kassel \| \| \| \| \| \| \| \| \| \| \| \| \| \| \| \| \| \| \| \| \| \| \| \| \| \| \| \| \| \| \| \| \| \| \| \| \| \| \| \| \| \| \| \| \| \| \| \| \| \| \| \| \| \| 23. Princesa Carlota de Dinamarca \| \| \| \| \| \| \| \| \| \| \| \| \| \| \| \| \| \| \| \| \| \| \| \| \| \| \| \| \| \| \| \| \| \| \| \| \| \| \| \| \| \| \| \| \| \| \| \| \| \| \| \| \| \| 1. Gran duquesa Tatiana Nikoláyevna de Rusia \| \| \| \| \| \| \| \| \| \| \| \| \| \| \| \| \| \| \| \| \| \| \| \| \| \| \| \| \| \| \| \| \| \| \| \| \| \| \| \| \| \| \| \| \| \| \| \| \| \| \| \| \| \| 24. Luis II, gran duque de Hesse y el Rin (= 18) \| \| \| \| \| \| \| \| \| \| \| \| \| \| \| \| \| \| \| \| \| \| \| \| \| \| \| \| \| \| \| \| \| \| \| \| \| \| \| \| \| \| \| \| \| \| \| \| \| \| \| \| \| \| 12. Príncipe Carlos de Hesse y el Rin \| \| \| \| \| \| \| \| \| \| \| \| \| \| \| \| \| \| \| \| \| \| \| \| \| \| \| \| \| \| \| \| \| \| \| \| \| \| \| \| \| \| \| \| \| \| \| \| \| \| \| \| \| \| 25. Princesa Guillermina de Baden (= 19) \| \| \| \| \| \| \| \| \| \| \| \| \| \| \| \| \| \| \| \| \| \| \| \| \| \| \| \| \| \| \| \| \| \| \| \| \| \| \| \| \| \| \| \| \| \| \| \| \| \| \| \| \| \| 6. Luis IV, gran duque de Hesse y el Rin \| \| \| \| \| \| \| \| \| \| \| \| \| \| \| \| \| \| \| \| \| \| \| \| \| \| \| \| \| \| \| \| \| \| \| \| \| \| \| \| \| \| \| \| \| \| \| \| \| \| \| \| \| \| 26. Príncipe Guillermo de Prusia \| \| \| \| \| \| \| \| \| \| \| \| \| \| \| \| \| \| \| \| \| \| \| \| \| \| \| \| \| \| \| \| \| \| \| \| \| \| \| \| \| \| \| \| \| \| \| \| \| \| \| \| \| \| 13. Princesa Isabel de Prusia \| \| \| \| \| \| \| \| \| \| \| \| \| \| \| \| \| \| \| \| \| \| \| \| \| \| \| \| \| \| \| \| \| \| \| \| \| \| \| \| \| \| \| \| \| \| \| \| \| \| \| \| \| \| 27. Princesa María Ana de Hesse-Homburg \| \| \| \| \| \| \| \| \| \| \| \| \| \| \| \| \| \| \| \| \| \| \| \| \| \| \| \| \| \| \| \| \| \| \| \| \| \| \| \| \| \| \| \| \| \| \| \| \| \| \| \| \| \| 3. Princesa Alix de Hesse y el Rin \| \| \| \| \| \| \| \| \| \| \| \| \| \| \| \| \| \| \| \| \| \| \| \| \| \| \| \| \| \| \| \| \| \| \| \| \| \| \| \| \| \| \| \| \| \| \| \| \| \| \| \| \| \| 28. Ernesto I, duque de Sajonia-Coburgo y Gotha \| \| \| \| \| \| \| \| \| \| \| \| \| \| \| \| \| \| \| \| \| \| \| \| \| \| \| \| \| \| \| \| \| \| \| \| \| \| \| \| \| \| \| \| \| \| \| \| \| \| \| \| \| \| 14. Príncipe Alberto de Sajonia-Coburgo y Gotha \| \| \| \| \| \| \| \| \| \| \| \| \| \| \| \| \| \| \| \| \| \| \| \| \| \| \| \| \| \| \| \| \| \| \| \| \| \| \| \| \| \| \| \| \| \| \| \| \| \| \| \| \| \| 29. Princesa Luisa de Sajonia-Gotha-Altemburgo \| \| \| \| \| \| \| \| \| \| \| \| \| \| \| \| \| \| \| \| \| \| \| \| \| \| \| \| \| \| \| \| \| \| \| \| \| \| \| \| \| \| \| \| \| \| \| \| \| \| \| \| \| \| 7. Princesa Alicia del Reino Unido \| \| \| \| \| \| \| \| \| \| \| \| \| \| \| \| \| \| \| \| \| \| \| \| \| \| \| \| \| \| \| \| \| \| \| \| \| \| \| \| \| \| \| \| \| \| \| \| \| \| \| \| \| \| 30. Príncipe Eduardo, duque de Kent y Strathearn \| \| \| \| \| \| \| \| \| \| \| \| \| \| \| \| \| \| \| \| \| \| \| \| \| \| \| \| \| \| \| \| \| \| \| \| \| \| \| \| \| \| \| \| \| \| \| \| \| \| \| \| \| \| 15. Victoria, reina del Reino Unido \| \| \| \| \| \| \| \| \| \| \| \| \| \| \| \| \| \| \| \| \| \| \| \| \| \| \| \| \| \| \| \| \| \| \| \| \| \| \| \| \| \| \| \| \| \| \| \| \| \| \| \| \| \| 31. Princesa Victoria de Sajonia-Coburgo-Saalfeld \| \| \| \| \| \| \| \| \| \| \| \| \| \| \| \| \| \| \| \| \| \| \| \| \| \| \| \| \| \| \| \| \| \| \| \| \| \| \| \| \| \| \| \| \| \| \| \| \| \| \| \| |                                                                           |  |  |  |  |  |  |  |  |  |  |  |  |  |  |  |
| |                                                                           |  |  |  |  |  |  |  |  |  |  |  |  |  |  |  |
| | 16. Nicolás I, zar de Rusia                                               |  |  |  |  |  |  |  |  |  |  |  |  |  |  |  |
| |                                                                           |  |  |  |  |  |  |  |  |  |  |  |  |  |  |  |
| |                                                                           |  |  |  |  |  |  |  |  |  |  |  |  |  |  |  |
| | 8. Alejandro II, zar de Rusia                                             |  |  |  |  |  |  |  |  |  |  |  |  |  |  |  |
| |                                                                           |  |  |  |  |  |  |  |  |  |  |  |  |  |  |  |
| |                                                                           |  |  |  |  |  |  |  |  |  |  |  |  |  |  |  |
| | 17. Princesa Carlota de Prusia                                            |  |  |  |  |  |  |  |  |  |  |  |  |  |  |  |
| |                                                                           |  |  |  |  |  |  |  |  |  |  |  |  |  |  |  |
| |                                                                           |  |  |  |  |  |  |  |  |  |  |  |  |  |  |  |
| | 4. Alejandro III, zar de Rusia                                            |  |  |  |  |  |  |  |  |  |  |  |  |  |  |  |
| |                                                                           |  |  |  |  |  |  |  |  |  |  |  |  |  |  |  |
| |                                                                           |  |  |  |  |  |  |  |  |  |  |  |  |  |  |  |
| | 18. Luis II, gran duque de Hesse y el Rin                                 |  |  |  |  |  |  |  |  |  |  |  |  |  |  |  |
| |                                                                           |  |  |  |  |  |  |  |  |  |  |  |  |  |  |  |
| |                                                                           |  |  |  |  |  |  |  |  |  |  |  |  |  |  |  |
| | 9. Princesa María de Hesse y el Rin                                       |  |  |  |  |  |  |  |  |  |  |  |  |  |  |  |
| |                                                                           |  |  |  |  |  |  |  |  |  |  |  |  |  |  |  |
| |                                                                           |  |  |  |  |  |  |  |  |  |  |  |  |  |  |  |
| | 19. Princesa Guillermina de Baden                                         |  |  |  |  |  |  |  |  |  |  |  |  |  |  |  |
| |                                                                           |  |  |  |  |  |  |  |  |  |  |  |  |  |  |  |
| |                                                                           |  |  |  |  |  |  |  |  |  |  |  |  |  |  |  |
| | 2. Nicolás II, zar de Rusia                                               |  |  |  |  |  |  |  |  |  |  |  |  |  |  |  |
| |                                                                           |  |  |  |  |  |  |  |  |  |  |  |  |  |  |  |
| |                                                                           |  |  |  |  |  |  |  |  |  |  |  |  |  |  |  |
| | 20. Federico Guillermo, duque de Schleswig-Holstein-Sonderburg-Glücksburg |  |  |  |  |  |  |  |  |  |  |  |  |  |  |  |
| |                                                                           |  |  |  |  |  |  |  |  |  |  |  |  |  |  |  |
| |                                                                           |  |  |  |  |  |  |  |  |  |  |  |  |  |  |  |
| | 10. Cristián IX, rey de Dinamarca                                         |  |  |  |  |  |  |  |  |  |  |  |  |  |  |  |
| |                                                                           |  |  |  |  |  |  |  |  |  |  |  |  |  |  |  |
| |                                                                           |  |  |  |  |  |  |  |  |  |  |  |  |  |  |  |
| | 21. Princesa Luisa Carolina de Hesse-Kassel                               |  |  |  |  |  |  |  |  |  |  |  |  |  |  |  |
| |                                                                           |  |  |  |  |  |  |  |  |  |  |  |  |  |  |  |
| |                                                                           |  |  |  |  |  |  |  |  |  |  |  |  |  |  |  |
| | 5. Princesa Dagmar de Dinamarca                                           |  |  |  |  |  |  |  |  |  |  |  |  |  |  |  |
| |                                                                           |  |  |  |  |  |  |  |  |  |  |  |  |  |  |  |
| |                                                                           |  |  |  |  |  |  |  |  |  |  |  |  |  |  |  |
| | 22. Príncipe Guillermo de Hesse-Kassel                                    |  |  |  |  |  |  |  |  |  |  |  |  |  |  |  |
| |                                                                           |  |  |  |  |  |  |  |  |  |  |  |  |  |  |  |
| |                                                                           |  |  |  |  |  |  |  |  |  |  |  |  |  |  |  |
| | 11. Princesa Luisa de Hesse-Kassel                                        |  |  |  |  |  |  |  |  |  |  |  |  |  |  |  |
| |                                                                           |  |  |  |  |  |  |  |  |  |  |  |  |  |  |  |
| |                                                                           |  |  |  |  |  |  |  |  |  |  |  |  |  |  |  |
| | 23. Princesa Carlota de Dinamarca                                         |  |  |  |  |  |  |  |  |  |  |  |  |  |  |  |
| |                                                                           |  |  |  |  |  |  |  |  |  |  |  |  |  |  |  |
| |                                                                           |  |  |  |  |  |  |  |  |  |  |  |  |  |  |  |
| | 1. Gran duquesa Tatiana Nikoláyevna de Rusia                              |  |  |  |  |  |  |  |  |  |  |  |  |  |  |  |
| |                                                                           |  |  |  |  |  |  |  |  |  |  |  |  |  |  |  |
| |                                                                           |  |  |  |  |  |  |  |  |  |  |  |  |  |  |  |
| | 24. Luis II, gran duque de Hesse y el Rin (= 18)                          |  |  |  |  |  |  |  |  |  |  |  |  |  |  |  |
| |                                                                           |  |  |  |  |  |  |  |  |  |  |  |  |  |  |  |
| |                                                                           |  |  |  |  |  |  |  |  |  |  |  |  |  |  |  |
| | 12. Príncipe Carlos de Hesse y el Rin                                     |  |  |  |  |  |  |  |  |  |  |  |  |  |  |  |
| |                                                                           |  |  |  |  |  |  |  |  |  |  |  |  |  |  |  |
| |                                                                           |  |  |  |  |  |  |  |  |  |  |  |  |  |  |  |
| | 25. Princesa Guillermina de Baden (= 19)                                  |  |  |  |  |  |  |  |  |  |  |  |  |  |  |  |
| |                                                                           |  |  |  |  |  |  |  |  |  |  |  |  |  |  |  |
| |                                                                           |  |  |  |  |  |  |  |  |  |  |  |  |  |  |  |
| | 6. Luis IV, gran duque de Hesse y el Rin                                  |  |  |  |  |  |  |  |  |  |  |  |  |  |  |  |
| |                                                                           |  |  |  |  |  |  |  |  |  |  |  |  |  |  |  |
| |                                                                           |  |  |  |  |  |  |  |  |  |  |  |  |  |  |  |
| | 26. Príncipe Guillermo de Prusia                                          |  |  |  |  |  |  |  |  |  |  |  |  |  |  |  |
| |                                                                           |  |  |  |  |  |  |  |  |  |  |  |  |  |  |  |
| |                                                                           |  |  |  |  |  |  |  |  |  |  |  |  |  |  |  |
| | 13. Princesa Isabel de Prusia                                             |  |  |  |  |  |  |  |  |  |  |  |  |  |  |  |
| |                                                                           |  |  |  |  |  |  |  |  |  |  |  |  |  |  |  |
| |                                                                           |  |  |  |  |  |  |  |  |  |  |  |  |  |  |  |
| | 27. Princesa María Ana de Hesse-Homburg                                   |  |  |  |  |  |  |  |  |  |  |  |  |  |  |  |
| |                                                                           |  |  |  |  |  |  |  |  |  |  |  |  |  |  |  |
| |                                                                           |  |  |  |  |  |  |  |  |  |  |  |  |  |  |  |
| | 3. Princesa Alix de Hesse y el Rin                                        |  |  |  |  |  |  |  |  |  |  |  |  |  |  |  |
| |                                                                           |  |  |  |  |  |  |  |  |  |  |  |  |  |  |  |
| |                                                                           |  |  |  |  |  |  |  |  |  |  |  |  |  |  |  |
| | 28. Ernesto I, duque de Sajonia-Coburgo y Gotha                           |  |  |  |  |  |  |  |  |  |  |  |  |  |  |  |
| |                                                                           |  |  |  |  |  |  |  |  |  |  |  |  |  |  |  |
| |                                                                           |  |  |  |  |  |  |  |  |  |  |  |  |  |  |  |
| | 14. Príncipe Alberto de Sajonia-Coburgo y Gotha                           |  |  |  |  |  |  |  |  |  |  |  |  |  |  |  |
| |                                                                           |  |  |  |  |  |  |  |  |  |  |  |  |  |  |  |
| |                                                                           |  |  |  |  |  |  |  |  |  |  |  |  |  |  |  |
| | 29. Princesa Luisa de Sajonia-Gotha-Altemburgo                            |  |  |  |  |  |  |  |  |  |  |  |  |  |  |  |
| |                                                                           |  |  |  |  |  |  |  |  |  |  |  |  |  |  |  |
| |                                                                           |  |  |  |  |  |  |  |  |  |  |  |  |  |  |  |
| | 7. Princesa Alicia del Reino Unido                                        |  |  |  |  |  |  |  |  |  |  |  |  |  |  |  |
| |                                                                           |  |  |  |  |  |  |  |  |  |  |  |  |  |  |  |
| |                                                                           |  |  |  |  |  |  |  |  |  |  |  |  |  |  |  |
| | 30. Príncipe Eduardo, duque de Kent y Strathearn                          |  |  |  |  |  |  |  |  |  |  |  |  |  |  |  |
| |                                                                           |  |  |  |  |  |  |  |  |  |  |  |  |  |  |  |
| |                                                                           |  |  |  |  |  |  |  |  |  |  |  |  |  |  |  |
| | 15. Victoria, reina del Reino Unido                                       |  |  |  |  |  |  |  |  |  |  |  |  |  |  |  |
| |                                                                           |  |  |  |  |  |  |  |  |  |  |  |  |  |  |  |
| |                                                                           |  |  |  |  |  |  |  |  |  |  |  |  |  |  |  |
| | 31. Princesa Victoria de Sajonia-Coburgo-Saalfeld                         |  |  |  |  |  |  |  |  |  |  |  |  |  |  |  |
| |                                                                           |  |  |  |  |  |  |  |  |  |  |  |  |  |  |  |
| |                                                                           |  |  |  |  |  |  |  |  |  |  |  |  |  |  |  |